# Cantón de Vélizy-Villacoublay
El cantón de Vélizy-Villacoublay era una división administrativa francesa, que estaba situada en el departamento de Yvelines y la región de Isla de Francia.

## Composición
El cantón estaba formado por la comuna que le daba su nombre:
- Vélizy-Villacoublay

## Supresión del cantón de Vélizy-Villacoublay
En aplicación del Decreto nº 2014-214 de 21 de febrero de 2014, el cantón de Vélizy-Villacoublay fue suprimido el 22 de marzo de 2015 y su comuna pasó a formar parte del nuevo cantón de Versalles-2.